# Culcitaria
Culcitaria is een geslacht van vlinders van de familie snuitmotten (Pyralidae), uit de onderfamilie Phycitinae.

## Soorten
- C. afghanella Amsel, 1970
- C. djiroftella Amsel, 1959
- C. incertella Amsel, 1970